# Francesc Vallès Vives
Francesc Vallès Vives (Reus, Tarragona, 6 de julio de 1971) es un político y jurista español, secretario de Estado de Comunicación entre 2021 y 2024.

## Biografía
Nacido en el municipio catalán de Reus (Tarragona) en el año 1971, se licenció en Derecho por la Universidad Autónoma de Barcelona en 1994, consiguiendo posteriormente un Máster en Derecho por la Universidad de Georgetown (Estados Unidos). Tras regresar a España, se doctoró en Derecho por la Universidad Autónoma de Barcelona en el año 2002. Asimismo, desde su licenciatura ha sido profesor de Derecho Constitucional en la mencionada Universidad barcelonesa y visitante en las universidades de Montrewal y en el Boston College.
Militante del Partido de los Socialistas de Cataluña (PSC-PSOE) desde el año 2000, empezó su carrera política en su municipio natal.
En 2004 dio el salto a la política nacional, siendo candidato del PSC-PSOE al Congreso de los Diputados por la provincia de Tarragona en las elecciones generales de ese año. Tras ser elegido diputado, se incorporó a la Cámara Baja en abril, siendo ascrito a las comisiones Constitucional, de Fomento y Vivienda, de Industria, Turismo y Comercio y a la Comisión Mixta para las Relaciones con el Tribunal de Cuentas, siendo el portavoz de su grupo parlamentario en esta última. Asimismo, también participó activamente en la elaboración de la Ley Orgánica 8/2007, de 4 de julio, sobre financiación de los partidos políticos y relacionadas.
Reelegido diputado en las elecciones generales de 2008, continuó en las comisiones de Fomento e Industria, y fue presidente de la Comisión del Estatuto de los Diputados. Asimismo, al igual que la anterior legislatura fue miembro de la Subcomisión (Ponencia) de relaciones con el Consejo de Seguridad Nuclear, participando en la elaboración de la Ley 12/2011, de 27 de mayo, sobre responsabilidad civil por daños nucleares o producidos por materiales radiactivos.
En las elecciones generales de 2011 fue reelegido por tercera vez, incorporándose a la Diputación Permanente del Congreso y a las comisiones Constitucional, de Economía y Competitividad, de Hacienda y Administraciones Públicas y de Reglamento. También ejerció como vicepresidente Comisión del Estatuto de los Diputados. En esta última etapa participó en la elaboración de las reformas a la Ley del Tribunal Constitucional de 2015.
Concurrió a las elecciones municipales de 2015 en su municipio, Reus, siendo elegido concejal, cargo que desempeñó hasta finales de 2016. Vallès, que también era primer secretario del PSC de Reus, también abandonó este cargo, siendo reemplazo por Andreu Martín Martínez.
Tras abandonar la política, publicó habitualmente artículos de opinión en El Periódico de Cataluña entre 2016 y 2017, fecha en la cual se incorporó a trabajar en la consultora de comunicación Hill & Knowlton Strategies.
En julio de 2021 fue elegido por el presidente del Gobierno, Pedro Sánchez, para sustituir a Miguel Ángel Oliver al frente de la Secretaría de Estado de Comunicación. Tras la formación del tercer Gobierno de Pedro Sánchez, Vallès fue confirmado en el cargo.En diciembre de 2024 Vallès pedió no continuar en el cargo y fue substituido por Ion Antolín, hasta el momento jefe de prensa del PSOE.